# Ataenius hispaniolae
Ataenius hispaniolae är en skalbaggsart som beskrevs av Fortuné Chalumeau 1982. Ataenius hispaniolae ingår i släktet Ataenius och familjen Aphodiidae. Inga underarter finns listade.